# Bonardi (cognome)
Bonardi è un cognome di lingua italiana.

## Varianti
Bonara, Bonardelli, Bonardello, Bonardini, Bonardo, Boniardi.

## Origine e diffusione
Cognome tipicamente nord-occidentale, è presente prevalentemente nel bresciano.
Potrebbe derivare dal termine bonarda, un particolare vitigno, o dal nome Bono.
In Italia conta circa 1062 presenze.
La variante Bonara è lombarda e modenese; Bonardelli compare nel bresciano e nel messinese; Bonardello è cuneese; Bonardo compare a Torino e Cuneo; Boniardi è milanese e varesotto; Bonardini è quasi unico.

## Persone
- Carlo Bonardi (1877-1957) – politico italiano
- Giuseppe Bonardi (1836-1898) – patriota e politico italiano
- Italo Bonardi (1878-1962) – avvocato e politico italiano